# Espace Nuithonie
Pour l’article homonyme, voir Nuithonie.
Nuithonie est un lieu culturel suisse situé à Villars-sur-Glâne, dans le canton de Fribourg.

## Histoire
À l'occasion de l'événement Expo.02, la troupe de mimes Mummenschanz utilise une salle spéciale sur l'Arteplage de Bienne. L'entente intercommunale Coriolis, composée de Fribourg, Villars-sur-Glâne, Givisiez, Granges-Paccot, Corminboeuf (et Matran depuis 2017), acquiert le bâtiment en janvier 2003 et le déplace à Villars-sur-Glâne. Nuithonie ainsi créée remplace l'Espace Moncor dès le 17 février 2005,,. Le fribourgeois Thierry Loup est le directeur de l'établissement depuis sa fondation. Dès l'inauguration de L'Équilibre, en décembre 2011 à Fribourg, Thierry Loup dirige conjointement les deux lieux sous le nom Fondation Équilibre-Nuithonie, dont le budget total est proche de 5 millions de francs suisses en 2011.

## Fondation Équilibre et Nuithonie
La Fondation Équilibre et Nuithonie est composée à la fois d’un théâtre d’accueil et d’un centre de création basés dans le canton de Fribourg. Elle s’articule autour de trois salles, dont les capacités sont de 700, 460 et 110 places, de trois studios de répétition, d’un espace d’exposition et de deux ateliers.
Elle a pour mission de programmer une saison d’accueil nationale et internationale, tout en soutenant la création théâtrale et chorégraphique régionale et nationale.
Équilibre et Nuithonie présentent les arts de la scène dans toute leur diversité : théâtre, danse, musique, opéra, chanson, nouveau cirque, théâtre jeune public, etc.